# کنسرتو پیانو شماره ۵ (بتهوون)
کنسرتو پیانو شماره ۵ در می بمل ماژور، اُپوس ۷۳، آخرین و شناخته‌شده‌ترین کنسرتو پیانو لودویگ فان بتهوون است. این کنسرتو پیانو به نام کنسرتوی امپراتور نیز شناخته می‌شود. این کنسرتو از جانب بتهوون به شاگرد و دوستش، آرشیدوک رودلف، تقدیم شده‌است.

## تاریخچه
بتهوون کار بر روی «کنسرتو پیانو شماره ۵» خود را از سال ۱۸۰۸ آغاز کرد (در حدود زمانی که سمفونی‌های پنج و شش و کنسرتو پیانو شماره ۴ خود را به پایان رسانده بود). در سال ۱۸۰۹ شهر وین مورد هجوم سپاهیان ناپلئون قرار گرفت. آنان شهر را به توپ بستند تا اینکه سرانجام شهر تسلیم شد و به اشغال ناپلئون و سپاهیانش درآمد. بتهوون اما با وجود چنان شرایط سختی، تصنیف این کنسرتو را به پایان رساند.
«کنسرتو پیانو شماره ۵» نخستین بار در سال ۱۸۱۱ در سالن گواندهاوس شهر لایپزیگ آلمان با تک‌نوازی «فریدریش اشنایدر» ۲۵ساله اجرا شد. از آنجا که بتهوون بخش زیادی از شنوایی خود را از دست داده بود نمی‌توانست تک‌نوازی پیانو را بر عهده بگیرد. نخستین اجرای کنسرتو در شهر وین، در فوریهٔ ۱۸۱۲ (سه ماه پس از اجرای لایپزیگ) با تک‌نوازی شاگرد بتهوون، کارل چرنی انجام گرفت.
این کنسرتو  از زمان بتهوون با نام «امپراتور» مشهور شد. اما به نظر نمی‌آید بتهوون در این نام‌گذاری نقشی داشته یا از آن راضی بوده باشد؛ چرا که خود او چند سال پیش از آن، سمفونی سومش را به ناپلئون اهدا کرده بود، اما پس از آنکه ناپلئون در سال ۱۸۰۴ خود را امپراتور نامید، بتهوون نیز با خشم آن اهدا را پس گرفت.

## سازبندی
این کنسرتو برای یک پیانوی سولو، دو فلوت، دو ابوا، دو کلارینت سی بمل (کلارینت شمارهٔ یک، کلارینت لا را در موومان دوم می‌نوازد. فلوت شمارهٔ دو، کلارینت شمارهٔ دو، ترومپت‌ها و تیمپانی در این موومان در سکوت هستند)، دو باسون، دو هورن، دو ترومپت، تیمپانی‌ها در می بمل و سی بمل و سازهای زهی.

## موومان‌ها
کنسرتو از سه موومان تشکیل شده‌است که عبارتند از:
I. آلگرو در می بمل ماژور
II. آداجیو اون پوکو موسو در سی ماژور
III. روندو: آلگرو ما نُن تروپو در می بمل ماژور
اجرای این اثر، به‌طور معمول، حدود ۴۰ دقیقه زمان می‌بَرَد. این کنسرتو، که نوای پرشکوه و قهرمانانه‌ای دارد، از دیگر کنسرتو پیانوهای بتهوون محبوب‌تر است. فرانتس لیست، آهنگ‌ساز نامدار مجاری، بسیار به آن علاقه‌مند بود.

### موومان اول
Audio playback is not supported in your browser. You can download the audio file.
مانند کنسرتوهای دیگر بتهوون در این دورهٔ زمانی، این کار دارای یک موومان نسبتاً بلند است که ۲۵ دقیقاً طول می‌کشد.
پیانو کنسرتوهای شمارهٔ ۴ و ۵ هر کدام دارای موومان‌های آغازین، در حدود ۲۰ دقیقه هستند.
با وجود استفاده از آکوردهای ساده، دارای «تم دومی» است که تقریباً کاملاً خالی از فواصل و آکوردهای هم‌صدا و پنجم درست است.
موومان اول پر از تبدیلات تماتیک پیچیده‌است. وقتی پیانو با «تم اول» وارد می‌شود، مواد اکسپوزیسیون (گشایش)، به شکل واریاسیون، فیگورهای حرفه‌ای ویرتئوزو و هارمونی‌های تغییریافته، تکرار می‌شوند.
تم دوم در کلید غیرمرسوم سی مینور قبل از ورود به سی ماژور آغاز می‌شود و در نهایت به سی بمل ماژور در چند میزان بعد، می‌رود.
به دنبال جلوهٔ ابتدایی، موومان، فرم سونات سه‌قسمتی را، که علامت انحصاری بتهوون است، در پیش می‌گیرد.
اکسپوزیسیون ارکسترال، یک اکسپوزیسیون دوقسمتی معمولی سونات است ولی اکسپوزیسیون دوم، با پیانو یک «تم سوم» چیره‌دستانه و پیروزمندانه دارد که به پیانوی سولو تعلق دارد. (بتهوون این کار را در بسیاری از کنسرتوهایش انجام داده‌است) کُدا در پایان موومان بسیار طولانی است و دوباره، طبق معمول، بتهوون از «تم اول» با پایان باز استفاده کرده و در ادامه با به انتها رساندن آن تم، به خاتمه‌ای لذت‌بخش دست می‌یابد.

### موومان دوم
Audio playback is not supported in your browser. You can download the audio file.
موومان دوم در سی ماژور، گامی آهسته و ظریف دارد که به شکلی استاندارد در تقابل با موومان اول است. این موومان بدون وقفه به موومان سوم می‌رود؛ جایی که نتِ سی در باسون سولو به سمت سی بمل به پایین می‌رود، که همان فاصلهٔ پنجم درست کلید می بمل است.

### موومان سوم
Audio playback is not supported in your browser. You can download the audio file.
موومان آخر کنسرتو، یک روندوی هفت‌قسمتی به فرم (ABACABA) که فرم معمول برای موومان پایانی است. پیانو موومان را با نواختن تم اصلی که بعداً توسط ارکستر دنبال می‌شود، شروع می‌کند. قسمت دوم روندو (B) با گام‌های پیانو شروع می‌شود و ارکستر دوباره پاسخ می‌دهد. قسمت (C) طولانی‌تر است، پیش از آنکه پیانو کادانس را اجرا کند، تمی از قسمت (A) در سه کلید متفاوت نمایش می‌دهد. به جای تمام‌کردن، با ورود نیرومند ارکستر، تریل که کادانس را پایان می‌دهد محو می‌شود، تا جایی که تم مقدماتی دوباره ظاهر می‌شود که اول به وسیلهٔ پیانو و سپس ارکستر نواخته می‌شود. در بخش آخر، تم به وسیلهٔ واریاسیون دستخوش تغییر می‌شود، پیش از آنکه کنسرتو با یک کادانس کوتاه و جواب نیرومند ارکستر پایان بیابد.

## یادداشت
1. ↑  Friedrich Schneider